# Leptepania filiformis
Leptepania filiformis là một loài bọ cánh cứng trong họ Cerambycidae.